# Hyatt Center
Het Hyatt Center is een wolkenkrabber in Chicago, Verenigde Staten. Het gebouw staat op 71 South Wacker Drive. De bouw van de kantoortoren begon in 2002 en werd in 2005 voltooid. Op 19 juli 2005 werd het gebouw officieel geopend.

## Ontwerp
Het Hyatt Center is 207,1 meter hoog, 200,97 tot de hoogste verdieping, en bevat naast 48 bovengrondse verdiepingen, ook 2 ondergrondse etages. Het is door Henry N. Cobb van Pei Cobb Freed & Partners in modernistische stijl ontworpen en heeft een oppervlakte van ongeveer 162.207 vierkante meter. Het gebouw van $ 225.000.000 staat op een gebied van ongeveer 5.700 vierkante meter.
Het Hyatt Center heeft een ovale plattegrond en een gevel van glas en roestvast staal. De gevel heeft een oppervlakte van 46.452 vierkante meter, verdeeld over ongeveer 7000 panelen. Het gebouw bevat een parkeergarage, een fitnesscentrum en 28 hoge snelheids persoonsliften.